# Дадашев, Агададаш Гаджибала оглы
Агададаш Гаджибала оглы Дадашев (род. 30 августа 1935, Баку) — азербайджанский композитор, музыкант (мастер игры на таре). Народный артист Республики Азербайджан (2008).

## Биография
В период с 1950 по 1954 годы обучался в музыкальной школе имени Асафа Зейналли по классу тара. Также прошёл обучение в музыкальной школе, созданной Адилом Гераем, известным педагогом и автором нескольких песен и пьес. 
С 1963 года активно участвовал в работе Оркестра народных инструментов при Комитете по телевидению и радио Азербайджана.
В период с 1958 по 1963 годы продолжил своё образование в классе композиции Джевдета Гаджиева. 
За вклад в области искусства и культуры в 2005 году присвоено звание pаслуженного деятеля искусств Республики Азербайджан. В 2008 году был удостоен звания Народного артиста Азербайджана.
В 2019 удостоен Персональной пенсии Президента Азербайджанской Республики.

## Творчество

### Вокальные произведения
- Романсы на стихи А. Джавада (1996 год)
- Вокальная серия «Цвета» на стихи Расула Рзы (1985 год)
- Песни на стихи А. Илдырыма, Б. Вагабзаде, И. Гасанбей и др. (1990-2001 год).

### Инструментальные произведения
- 12 прелюдий для фортепиано, посвященных Джовдату Гаджиеву (1977-1978 год)
- Поэма для кануна и фортепиано (1996 год)
- Трио с флейтой (1986 год)
- Поэма для квартета с флейтой (1990)
- Пьесы для тара и фортепиано, каманчи и фортепиано, кануна и фортепиано (1990-2001 год).

### Для оркестра
- Сюита № 5 для народных инструментов (1993 год)
- Симфония № 1 в память о погибших азербайджанцах в Великой Отечественной войне
- Симфония № 2 для народных инструментов (1995 год)
- «Победный марш» для духового оркестра (1996 год)
- «Марш лётчиков» для духового оркестра (1998 год)[4]
- Концерт для кануна и симфонического оркестра (2009 год)

### Литературная деятельность
- Дадашев также занимается литературной деятельностью. Его творчество включает в себя стихи, которые были аранжированы и исполнены.

## Видео
- Gunel Adigozalova 'Qanun Konserti' 1ci hisse. Bestekar: D.Dadaşov 'Kanun konçertosu' 1.ci bölüm